# Glomerella erythrinae
Glomerella erythrinae är en svampart som beskrevs av Syd. 1928. Glomerella erythrinae ingår i släktet Glomerella och familjen Glomerellaceae.   Inga underarter finns listade i Catalogue of Life.